# Чудовка
Чу́довка (рос. Чудовка) — присілок у складі Вадінського району Пензенської області, Росія.
Населення — 5 осіб (2010; 13 у 2002).
Національний склад станом на 2002 рік:
- татари — 100 %